# Svetac
La Isla Svetac (en croata: Otok Svetac que quiere decir Isla del Santo; también llamada Otok Sveti Andrija que significa Isla San Andrés) es una isla en la parte croata del mar Adriático. Se encuentra a 14 millas náuticas (26 km) de la localidad de Komiža (una ciudad en la isla de Vis). Está deshabitada, aunque solía tener algunos residentes permanentes. Restos de origen bizantino se pueden encontrar en la isla. El censo de población de Svetac a partir de 1951 registró 51 personas, pero todas estas fallecieron. La última del grupo era una anciana que murió en el año 2000.